# Syndrom celibatu
Syndrom celibatu (jap. セックスしない症候群 sekkusu shinai shōkōgun) – hipoteza medialna, która sugeruje, że dorośli Japończycy tracą zainteresowanie aktywnością seksualną i romantyczną miłością, randkami i małżeństwem. Po opublikowaniu raportu w The Guardian teoria ta przyciągnęła szerokie zainteresowanie brytyjskich mediów w 2013 roku, a następnie została obalona przez kilku dziennikarzy i blogerów.

## Obserwacja i geneza zjawiska
Teoria ta, oprócz celibatu, wskazuje na spadek liczby małżeństw i malejącą liczbę urodzeń w Japonii. Według ankiety przeprowadzonej przez Japońskie Stowarzyszenie Edukacji Seksualnej liczba studentek, które deklarują swoje dziewictwo, wzrosła w latach 2011-2013. Ponadto, według ankiety przeprowadzonej przez Japońskie Stowarzyszenie Planowania Rodziny, wiele japońskich kobiet stwierdziło, że „nie są zainteresowane kontaktami seksualnymi lub gardzą nimi”. Tymczasem badania przeprowadzone przez japoński Instytut ludności i opieki społecznej w 2008 i 2013 r. wykazały 10% wzrost liczby japońskich mężczyzn i kobiet, którzy twierdzą, że nie są w romantycznych związkach.

## Teoria
Teoria syndromu celibatu wyjaśnia zatem wyniki statystyczne z dwóch powodów: stagnacji gospodarczej w ciągu ostatnich dwóch dekad i wysokiego poziomu nierówności płci w Japonii. Istnieje również status ekonomiczny i dochód, które są ściśle związane z pojęciem szacunku do samego siebie.

## Krytyka
Joshua Keating oskarżył The Guardian i inne media o wykorzystywanie „wyselekcjonowanych” danych w celu stworzenia sensacyjnego twierdzenia odwołującego się do zachodnich wyobrażeń o „dziwnej Japonii”. The Washington Post wskazał na sprzeczne statystyki sugerujące, że młodzi ludzie w Japonii uprawiają seks częściej niż kiedykolwiek wcześniej. Ponadto jedno z badań, na którym opiera się ta teoria, zostało skrytykowane za statystycznie nieprawidłową liczbę badanych. W tej ankiecie tylko 60 respondentów (w wieku 16-19 lat) stwierdziło, że odczuwa niechęć do seksu, spośród jedynie 126 respondentów, którzy zostali wykorzystani do reprezentowania młodej japońskiej populacji (w wieku 16-19 lat), którą w 2014 r. oszacowano na około 6 milionów. Kolejna krytyka wskazuje, że teoria łączy brak seksualności z niskim wskaźnikiem urodzeń, a inna pokazują, że nie są one powiązane.